# Mitridate, re di Ponto
Mitridate, re di Ponto (též česky jako Mitridates, král pontský, KV 87 (74a)) je raná opera seria ve třech dějstvích Wolfganga Amadea Mozarta.
Libreto napsal Vittorio Amedeo Cigna-Santi na základě Pariniho italského překladu francouzské hry Jeana Racina Mithridate. Ústřední postavou je Mitridates VI., panovník Pontského království.

## Historie díla
Mozart napsal Mitridata v 1770 během svých cest po Itálii. Podle průkazných tvrzení muzikologa Daniela E. Freemana má Mitridates úzkou vazbu na operu La Nitteti (Nittetis) Josefa Myslivečka. Tu český skladatel právě připravoval pro uvedení v Bologni, když se v březnu roku 1770 poprvé setkal se 14letým Wolfgangem Mozartem a jeho otcem Leopoldem. V Bologni v létě 1770 Wolfgang pracoval na Mitridate a Mysliveček jej často navštěvoval a pomáhal mu v komponování. Mozart získával nové zkušenosti se skladbou od svého staršího přítele a některé z jeho hudebních motivů také začlenil do své vlastní operní tvorby.
Opera Mitridate, re di Ponto byla poprvé uvedena 26. prosince 1770 na karnevalu v milánském Teatro Regio Ducale. Navzdory pochybnostem kvůli Mozartově mládí mělo dílo úspěch a bylo provedeno dvacetkrát. Přesto k novým nastudováním opery došlo až ve 20. století (koncertně na Salcburském festivalu roku 1970 a scénicky o rok později tamtéž a v Düsseldorfu).
Opera obsahuje virtuózní árie pro hlavní sólové role, ale pouze dvě sborová čísla: závěrečný duet ve 2. aktu mezi Aspasií a Sifare („Se viver non degg'io“) a krátký kvintet v závěru celé opery, což je typické pro standardní barokní žánr opera seria, kdy opery končívají krátkým sborovým číslem (coro neboli tutti).

## Role a obsazení
| Role                                             | Typ hlasu        | Premiéra, 26. prosince 1770 (dirigent: Wolfgang Amadeus Mozart) |
| ------------------------------------------------ | ---------------- | --------------------------------------------------------------- |
| Arbate, vládce Nymphey                           | soprán - kastrát | Pietro Muschietti                                               |
| Sifare nebo Xiphares, Mitridatův syn             | soprán - kastrát | Pietro Benedetti (Sartorino)                                    |
| Aspasia, královna vázaná sňatkem s Mitridatem    | soprán           | Antonia Bernasconi                                              |
| Farnace nebo Pharnaces, Mitridatův nejstarší syn | alt - kastrát    | Giuseppe Cicognani                                              |
| Marzio nebo Marcius, římský legionář             | tenor            | Gasparo Bassano                                                 |
| Mitridate, král Pontský                          | tenor            | Guglielmo d'Ettore                                              |
| Ismene, parthská princezna                       | soprán           | Anna Francesca Varese                                           |

## Nahrávky
- 1986: film Jean-Pierre Ponnelle 1986, Nikolaus Harnoncourt / Gösta Winbergh, Yvonne Kennyová, Ann Murray (DVD)
- 1986: Opéra de Lyon (Jean-Claude Fall, režisér), Theodor Guschlbauer / Rockwell Blake, Ashley Putnamová, Yvonne Kenny, Brenda Boozerová (DVD)
- 1993: Královská opera, Paul Daniel / Bruce Ford, Jochen Kowalski, Anne Murrayová, Ľuba Orgonášová (DVD)
- 1997 Mozartův týden v Salcburku, Roger Norrington / Bruce Ford, Vesselina Kasarovová, Cyndia Siedenová, Christiane Oelzeová (CD)
- 1999: Christophe Rousset / Giuseppe Sabbatini, Brian Asawa, Cecilia Bartoliová, Natalie Dessayová (CD)
- 2006: Salcburský festival, Marc Minkowski / Richard Croft, Bejun Mehta, Miah Perssonová (DVD)